# Gymnastiek op de Olympische Zomerspelen 2020 – Ringen mannen
De ringen voor de mannen op de Olympische Zomerspelen 2020 in Tokio vond plaats op 24 juli (kwalificatie) en op 2 augustus 2021 (finale). Liu Yang won met 15.500 de Olympische medaille het zilver was voor de Chinees You Hao, De Griekse turner en regerend Olympisch kampioen Eleftherios Petrounias behaalde de bronzen medaille. 

## Format
Alle deelnemende turnsters moesten een kwalificatie-oefening turnen. De beste acht deelnemers gingen door naar de finale. Echter mochten er maximaal twee deelnemers per land in de finale komen. De scores van de kwalificatie werden bij de finale gewist, en alleen de scores die in de finale gehaald werden, telden.

## Uitslag
- D-score; de moeilijkheidsgraad van de oefening
- E-score; de uitvoeringsscore van de oefening
- Straf; straffen die zijn gegeven door de jury
- Totaal; D-score + E-score - straf geeft de totaalscore

### Kwalificatie
| Rang | Gymnast                | Gymnast | D-score | E-score | Straf | Totaal |    |
| ---- | ---------------------- | ------- | ------- | ------- | ----- | ------ | -- |
| 1    | Eleftherios Petrounias | GRE     | 6.3     | 9.033   |       | 15.333 | Q  |
| 2    | Liu Yang               | CHN     | 6.4     | 8.900   |       | 15.300 | Q  |
| 3    | Samir Aït Saïd         | FRA     | 6.3     | 8.766   |       | 15.066 | Q  |
| 4    | İbrahim Çolak          | TUR     | 6.2     | 8.733   |       | 14.933 | Q  |
| 5    | Arthur Zanetti         | BRA     | 6.2     | 8.700   |       | 14.900 | Q  |
| 6    | Adem Asil              | TUR     | 6.2     | 8.600   |       | 14.800 | Q  |
| 7    | Denis Abljazin         | ROC     | 6.3     | 8.500   |       | 14.800 | Q  |
| 8    | You Hao                | CHN     | 6.5     | 8.300   |       | 14.800 | Q  |
| 9    | Marco Lodadio          | ITA     | 6.4     | 8.233   |       | 14.633 | R1 |
| 10   | Artoer Dalalojan       | ROC     | 6.0     | 8.500   |       | 14.500 | R2 |
| 11   | Igor Radivilov         | UKR     | 6.0     | 8.466   |       | 14.466 | R3 |

Reserve
- Marco Lodadio  ITA
- Artoer Dalalojan  ROC
- Igor Radivilov  UKR

### Finale
| Rang   | Gymnast                | Gymnast | D-score | E-score | Straf | Totaal |
| ------ | ---------------------- | ------- | ------- | ------- | ----- | ------ |
| Goud   | Liu Yang               | CHN     | 6.5     | 9.000   |       | 15.500 |
| Zilver | You Hao                | CHN     | 6.6     | 8.700   |       | 15.300 |
| Brons  | Eleftherios Petrounias | GRE     | 6.3     | 8.900   |       | 15.200 |
| 4      | Samir Aït Saïd         | FRA     | 6.3     | 8.600   |       | 14.900 |
| 5      | İbrahim Çolak          | TUR     | 6.2     | 8.666   |       | 14.866 |
| 6      | Denis Abljazin         | ROC     | 6.3     | 8.533   |       | 14.833 |
| 7      | Adem Asil              | TUR     | 6.2     | 8.400   |       | 14.600 |
| 8      | Arthur Zanetti         | BRA     | 6.5     | 7.633   |       | 14.133 |

1896: Ioannis Mitropoulos ·
1904: Herman Glass ·
1924: Francesco Martino ·
1928: Leon Štukelj ·
1932: George Gulack ·
1936: Alois Hudec ·
1948: Karl Frei ·
1952: Grant Sjaginjan ·
1956: Albert Azarjan ·
1960: Albert Azarjan ·
1964: Takuji Hayata ·
1968: Akinori Nakayama ·
1972: Akinori Nakayama ·
1976: Nikolaj Andrianov ·
1980: Aleksandr Ditjatin ·
1984: Koji Gushiken, Li Ning ·
1988: Holger Behrendt, Dmitri Bilozertsjev ·
1992: Vitali Tsjerbo ·
1996: Jury Chechi ·
2000: Szilveszter Csollány ·
2004: Dimosthenis Tampakos ·
2008: Chen Yibing · 
2012: Arthur Zanetti · 
2016: Eleftherios Petrounias · 
2020: Liu Yang · 
2024: Liu Yang